# Ida Hulkko
Ida Hulkko (Mikkeli, 12 dicembre 1998) è una nuotatrice finlandese.

## Biografia
Figlia di un generale dell'esercito finlandese, Ida Hulkko è specializzata soprattutto nella rana (50 m e 100 m).
Nel 2017 vinse l'oro ai campionati nazionali finlandesi. Nello stesso anno, prese parte ai campionati europei in vasca corta.
Agli europei del 2018 si piazzò quinta nei 50 m rana. Nello stesso anno, raggiunse la finale nella medesima specialità ai mondiali in vasca corta, classificandosi ottava.
Ottenne la medaglia d'argento nei 50 m rana agli europei, alle spalle di Benedetta Pilato. In tale gara, stabilì il record nazionale di specialità.
Raggiunse la qualificazione per rappresentare la Finlandia ai Giochi della XXXII Olimpiade. Nella gara dei 100 m rana si fermò in semifinale, dopo aver fatto registrare il record nazionale in batteria.

## Palmarès
- Europei

Budapest 2020: argento nei 100m rana.